# Нэш, Томас
То́мас Нэш (Thomas Nashe; 1567, Лоустофт, Саффолк — ок. 1601, Ярмут) — ведущий английский прозаик елизаветинской эпохи, один из предшественников литературы барокко. Также выступал как публицист и драматург.

## Биография
Сын саффолкского священника и выпускник Кембриджа, Нэш в 1588 году приехал в Лондон, где близко сошёлся с другими «университетскими умами» — Робертом Грином и Кристофером Марло. В тандеме с последним работал над трагедией «Дидона, царица Карфагена». Жизнь Нэша протекала в крайней нищете, хотя известно, что ему покровительствовал лорд Джордж Кэри — родственник королевы Елизаветы.
В 1592 г. из-под пера Нэша вышла «Мольба к черту Пирса Безгрошового» (Pierce Penilesse His Supplication to the Divell) — сатирический текст в традиции Рабле, изобилующий просторечными словечками и сложносочинёнными неологизмами. Сатира направлена против литературных недругов Грина — Гэбриэла Харви и его братьев. Не лишённая остроумия перепалка Нэша с Харви продолжалась из книги в книгу до 1599 года, когда архиепископ Кентерберийский запретил печатать сочинения обоих.
Наиболее значительный вклад Нэша в копилку английской литературы — первый в Англии плутовской роман «Злосчастный путешественник, или Жизнь Джека Уилтона» (1594). Его действие распадается на отдельные эпизоды, которые вдохновлены реальными событиями начала XVI века. В книге выведены наряду с вымышленными и реальные лица — Мартин Лютер, Эразм Роттердамский, Томас Мор.
Постановка сатирической пьесы «Собачий остров» (The Isle of Dogs, 1597), сочинённой Нэшем в содружестве с Беном Джонсоном, потрясла лондонский театральный мир. Содержание этой пьесы достоверно не известно, однако оно вызвало такой гнев королевы, что Джонсон попал за решётку, а Нэш едва успел бежать из столицы в графство Норфолк. Сведений о его дальнейшей судьбе практически не сохранилось.

## Переводы
- «Злополучный скиталец, или Жизнь Джека Уилтона» (с посвящением Генри Ризли, графу Саутгемптона). Пер. Е. Н. Бируковой // Плутовской роман. — М.: Художественная литература, 1975. — (Серия: Библиотека всемирной литературы).

## В кино
- «Аноним» / Anonymous (2011; Великобритания, Германия, США) режиссёр Роланд Эммерих, в роли Томаса Тони Вэй.